# Korfbal 1961-1962
In 1961-1962 werd korfbal gespeeld in twee landelijke bonden, de NKB en CKB. In 1970 zouden beide bonden samensmelten tot de huidige KNKV.

## Veldcompetitie NKB
In seizoen 1961-1962 was de hoogste Nederlands veldkorfbalcompetitie de Hoofdklasse. Er speelden 22 teams, verdeeld over 2 poules, waarbij de kampioen van Hoofdklasse A de kampioenswedstrijd speelde tegen de kampioen van Hoofdklasse B.
Hoofdklasse A
| pos | club           | gs | w  | g | v  | pnt | dv  | dt  | dt  |
| --- | -------------- | -- | -- | - | -- | --- | --- | --- | --- |
| 1.  | Westerkwartier | 20 | 16 | 1 | 3  | 33  | 140 | 93  | +57 |
| 2.  | ROHDA          | 20 | 16 | 0 | 4  | 32  | 132 | 81  | +51 |
| 3.  | Archipel       | 20 | 11 | 4 | 5  | 26  | 117 | 98  | +19 |
| 4.  | LUTO           | 20 | 9  | 2 | 9  | 20  | 96  | 94  | +2  |
| 5.  | AKC Blauw-Wit  | 20 | 8  | 3 | 9  | 19  | 101 | 98  | +3  |
| 6.  | Allen Weerbaar | 20 | 8  | 2 | 10 | 18  | 82  | 90  | -8  |
| 7.  | Roda           | 20 | 6  | 4 | 10 | 16  | 79  | 87  | -8  |
| 8.  | Wordt Kwiek    | 20 | 5  | 6 | 9  | 16  | 83  | 105 | -22 |
| 9.  | Swift          | 20 | 6  | 3 | 11 | 15  | 82  | 95  | -13 |
| 10. | DOS            | 20 | 4  | 6 | 10 | 14  | 72  | 112 | -40 |
| 11. | SVK            | 20 | 4  | 3 | 13 | 11  | 84  | 115 | -31 |

Hoofdklasse B
| pos | club           | gs | w  | g | v  | pnt | dv  | dt  | dt  |
| --- | -------------- | -- | -- | - | -- | --- | --- | --- | --- |
| 1.  | Ons Eibernest  | 20 | 14 | 3 | 3  | 31  | 116 | 86  | +30 |
| 2.  | HKV            | 20 | 14 | 0 | 6  | 28  | 140 | 100 | +40 |
| 3.  | Het Zuiden     | 20 | 12 | 4 | 4  | 28  | 98  | 71  | +21 |
| 4.  | Rigtersbleek   | 20 | 10 | 4 | 6  | 24  | 84  | 74  | +10 |
| 5.  | Deetos         | 20 | 9  | 4 | 8  | 20  | 109 | 115 | -6  |
| 6.  | ZKC            | 20 | 7  | 3 | 10 | 17  | 96  | 108 | -12 |
| 7.  | Die Haghe      | 20 | 7  | 2 | 11 | 16  | 89  | 94  | -5  |
| 8.  | Vicus Oriëntis | 20 | 6  | 4 | 10 | 16  | 85  | 94  | -9  |
| 9.  | Spangen        | 20 | 6  | 4 | 10 | 16  | 78  | 88  | -10 |
| 10. | De Regenboog   | 20 | 5  | 3 | 12 | 13  | 80  | 120 | -40 |
| 11. | Deto           | 20 | 4  | 3 | 13 | 11  | 90  | 115 | -25 |

| Hoofdklasse Finale |                |   |   |  |
|                    |                |   |   |  |
| A                  | Westerkwartier | 8 | 7 |  |
| B                  | Ons Eibernest  | 8 | 4 |  |

| Veldkampioen van Nederland NKB 1962 |
| ----------------------------------- |
| Westerkwartier                      |

## Zaalcompetitie NKB
In seizoen 1961-1962 ging het zaalkampioenschap naar het team dat als winnaar uit de bus zou komen van het zaalkorfbaltoernooi. In dit toernooi deden 16 geselecteerde teams mee, verdeeld onder 4 poules. Elke poule leverde hun kampioen af en deze 4 teams spelen een kruisfinale, gevolgd door een finale.
Dit toernooi werd gespeeld op zondag 25 februari 1962 en vond plaats in de Amsterdamse Sporthallen Zuid.
| Poule A | Poule B | Poule C    | Poule D       |
| ------- | ------- | ---------- | ------------- |
| ROHDA   | LUTO    | Het Zuiden | Ons Eibernest |
| Deetos  | Deto    | Archipel   | Koog Zaandijk |
| Fluks   | Nääs    | Samos      | Rapiditas     |
| Haarlem | Hermes  | FKB        | ASKO          |

|  | halve finale  | halve finale |  |          | finale        | finale |
|  |               |              |  |          |               |        |
|  |               |              |  |          |               |        |
|  | Ons Eibernest | 4            |  |          |               |        |
|  | LUTO          | 3            |  |          |               |        |
|  |               |              |  |          | Ons Eibernest | 4*     |
|  |               |              |  | Archipel | 4             |        |
|  | Archipel      | 4            |  |          |               |        |
|  | Deetos        | 3            |  |          |               |        |

- = won na strafworpen

| Zaalkampioen van Nederland NKB 1962 |
| ----------------------------------- |
| Ons Eibernest                       |

## Veldcompetitie CKB
Geen poule informatie bekend
| Veldkampioen van Nederland CKB 1962 |
| ----------------------------------- |
| VES                                 |

## Zaalcompetitie CKB
In seizoen 1961-1962 ging het zaalkampioenschap naar het team dat als winnaar uit de bus zou komen van het zaalkorfbaltoernooi. In dit toernooi deden 16 geselecteerde teams mee, verdeeld onder 4 poules. Elke poule leverde hun kampioen af en deze 4 teams spelen een kruisfinale, gevolgd door een finale.
Dit toernooi werd gespeeld op zaterdag 27 januari 1962 en vond plaats in de Amsterdamse Sporthallen Zuid.
| Poule A                | Poule B         | Poule C                      | Poule D            |
| ---------------------- | --------------- | ---------------------------- | ------------------ |
| Rotterdam-Zuid         | VES             | DKOD                         | Pernix             |
| Wordt Kwiek (Uithoorn) | MIK (Amsterdam) | Vlug en Vaardig (Amsterdam)  | PKC                |
| SMS                    | DVS             | Vriendenschaar (Hardinxveld) | Climax (Hilversum) |
| VEO                    | GKV             | Rust Roest                   | Oranje Nassau      |

|  | halve finale   | halve finale |  |      | finale         | finale |
|  |                |              |  |      |                |        |
|  |                |              |  |      |                |        |
|  | Rotterdam-Zuid | 2            |  |      |                |        |
|  | VES            | 1            |  |      |                |        |
|  |                |              |  |      | Rotterdam-Zuid | 6      |
|  |                |              |  | DKOD | 4              |        |
|  | DKOD           | 5            |  |      |                |        |
|  | Oranje Nassau  | 3            |  |      |                |        |

| Zaalkampioen van Nederland CKB 1962 |
| ----------------------------------- |
| Rotterdam Zuid                      |